# Nekrolog 1828
Nekrolog
◄◄
| ◄
| 1824
| 1825
| 1826
| 1827
| 1828 | 1829 | 1830 | 1831 | 1832 | ► | ►►
Weitere Ereignisse | Allgemeiner Nekrolog 1828
Die Beschreibung der verstorbenen Person sollte so kurz wie möglich gehalten sein und nur deren signifikante Tätigkeit(en) enthalten.
Neue Namen ggf. auch unter dem Geburts- und Sterbedatum, also etwa unter 1. Januar und im Geburts- und Sterbejahr (2024) eintragen (nur bei entsprechender großer Wichtigkeit). Für Beispiele siehe die schon vorhandenen Artikel.
Außerdem über die fünf zuletzt Verstorbenen, zu denen es einen ausreichend guten Artikel für eine Präsentation auf der Hauptseite gibt, nach der todesbedingten Überarbeitung der Artikel ggf. auch unter Wikipedia Diskussion:Hauptseite informieren und sie am besten auch in den anderen Wikipedia-Sprachversionen eintragen. Tipp: Regelmäßig bei news.google.de nach „ist tot“, „gestorben“ oder „verstorben“ suchen.
Wenn eine Person gestorben ist, gibt es viele Seiten zu dieser Person in der Wikipedia, die davon auch betroffen sind und entsprechend aktualisiert werden müssen. Beispiele: Namenübersichtsseite, Geburtsjahr, Geburtsort-Seiten und viele mehr.
Wie finde ich die betroffenen Seiten?
Im Suchfeld auf der linken Seite gibt man den Suchbegriff so ein: „Vorname Nachname“. Dann klickt man auf Volltext und alle Seiten mit entsprechendem Suchtext werden aufgerufen. Hier sieht man dann schnell, wo auch das Todesjahr Sinn macht oder sogar ein Teil des Artikels angepasst werden muss. Auch hilft das „Werkzeug“ auf der linken Seite sehr gut, um solche Seiten aufzufinden: „Links auf diese Seite“. Somit ist die Wikipedia wieder aktuell in allen Bereichen! Hinweis: bei Eintragung der Kategorie „Gestorben JAHR“ wird der Missbrauchsfilter 49 ausgelöst, was jedoch nicht schlimm ist. Siehe: Spezial:Missbrauchsfilter/49
Dies ist eine Liste von im Jahr 1828 verstorbenen bekannten Persönlichkeiten. Die Einträge erfolgen innerhalb der einzelnen Daten alphabetisch sortiert. Tiere sind im Nekrolog für Tiere zu finden.

## Januar
| Tag        | Name                                  | Beruf, bekannt als                                                       | Alter | Beleg |
| ---------- | ------------------------------------- | ------------------------------------------------------------------------ | ----- | ----- |
| 1. Januar  | Johann Samuel Arnhold                 | deutscher Porzellanmaler                                                 | 61    |       |
| 3. Januar  | Benedict Heinrich Bendix              | deutscher Zeichner und Kupferstecher                                     |       |       |
| 4. Januar  | Ladislaus Kőszeghy von Remete         | Bischof des Csanáder Bistums                                             | 82    |       |
| 4. Januar  | Sakai Hōitsu                          | japanischer Maler der Kōrin-Schule                                       | 66    |       |
| 5. Januar  | Kobayashi Issa                        | japanischer Dichter                                                      | 64    |       |
| 6. Januar  | Christian Gottfried Flittner          | deutscher Arzt und Apotheker                                             | 57    |       |
| 7. Januar  | Louis Alméras                         | französischer Divisionsgeneral der Infanterie                            | 59    |       |
| 7. Januar  | Samuel Élisée von Bridel              | Schweizer Bryologe                                                       | 66    |       |
| 7. Januar  | Joseph Daultanne                      | französischer Divisionsgeneral                                           | 68    |       |
| 10. Januar | Henri Daniel Guyot                    | Pfarrer der wallonischen Gemeine in Groningen                            | 74    |       |
| 10. Januar | Nicolas-Louis François de Neufchâteau | französischer Politiker und Dichter                                      | 77    |       |
| 11. Januar | Peter van Driessen                    | niederländischer Chemiker                                                | 74    |       |
| 13. Januar | Elizabeth Craven                      | englische Schriftstellerin                                               | 77    |       |
| 13. Januar | Theodore Foster                       | US-amerikanischer Politiker                                              | 75    |       |
| 13. Januar | Frederik Berthelsen                   | grönländischer Katechet und Missionar                                    | 77    |       |
| 14. Januar | George Holcombe                       | US-amerikanischer Politiker                                              | 41    |       |
| 15. Januar | Johann Gottlob Marezoll               | deutscher Rechtswissenschaftler und Hochschullehrer                      | 66    |       |
| 16. Januar | Jules Anglès                          | französischer Politiker                                                  |       |       |
| 16. Januar | Charlotte Buff                        | Vorbild der Lotte in Goethes Werk Die Leiden des jungen Werther          | 75    |       |
| 16. Januar | Claire de Duras                       | französische Schriftstellerin und Salonnière                             | 50    |       |
| 16. Januar | Johann Samuel Ersch                   | deutscher Bibliothekar und Hochschullehrer                               | 61    |       |
| 21. Januar | Heinrich Maria von Leveling           | deutscher Mediziner                                                      | 61    |       |
| 23. Januar | Giuseppe Quaglio                      | italienischer Maler, Bühnenbildner und Theaterarchitekt des Klassizismus | 80    |       |
| 23. Januar | Mary Randolph                         | US-amerikanische Autorin eines Haushaltungs- und Kochbuchs               | 65    |       |
| 23. Januar | Mathäus Rath                          | österreichischer Offizier und Wirklicher Appellationsrat                 | 66    |       |
| 23. Januar | Ernst Philipp Rosenkranz              | deutscher Klavierbauer                                                   | 54    |       |
| 26. Januar | Joachim Egon zu Fürstenberg           | k.k wirklicher Geheimer Rat, Kämmerer und Oberhofmarschall in Wien       | 78    |       |
| 26. Januar | Caroline Lamb                         | britische Schriftstellerin                                               | 42    |       |
| 29. Januar | Ambrose Maréchal                      | US-amerikanischer Geistlicher, Erzbischof von Baltimore                  | 59    |       |
| 30. Januar | Bernhard Franz Josef von Gerolt       | deutscher Politiker und Abgeordneter (Bonn)                              | 80    |       |
| 31. Januar | Daniel Braubach                       | deutscher Nautiker und Pädagoge                                          |       |       |
| 31. Januar | Alexander Ypsilantis                  | russischer General im Kampf um die Unabhängigkeit Griechenlands          | 35    |       |

## Februar
| Tag         | Name                                      | Beruf, bekannt als                                                              | Alter | Beleg |
| ----------- | ----------------------------------------- | ------------------------------------------------------------------------------- | ----- | ----- |
| 2. Februar  | Carl Alberti                              | deutscher Beamter                                                               |       |       |
| 2. Februar  | Lucius Pol                                | Schweizer reformierter Geistlicher und Naturwissenschaftler                     | 73    |       |
| 3. Februar  | Richard Strachan, 6. Baronet              | britischer Marineoffizier                                                       | 67    |       |
| 5. Februar  | Johann Christian Friedrich Meister        | deutscher Jurist und Hochschullehrer                                            | 69    |       |
| 7. Februar  | Georg Christian Otto                      | deutscher Schriftsteller und Statistiker                                        | 64    |       |
| 8. Februar  | Ferdinand von Angern                      | preußischer Minister                                                            | 70    |       |
| 11. Februar | DeWitt Clinton                            | US-amerikanischer Politiker                                                     | 58    |       |
| 13. Februar | Francesc Salvà i Campillo                 | katalanischer Arzt und Erfinder                                                 | 76    |       |
| 16. Februar | Johann Gottfried Melos                    | deutscher Autor und Schulmann                                                   |       |       |
| 16. Februar | Ernst Karl Wieland                        | deutscher Philosoph und Historiker                                              | 72    |       |
| 17. Februar | Johanna Christiana Gok                    | Mutter und Vormund Friedrich Hölderlins                                         | 79    |       |
| 17. Februar | Heinrich Gottlieb Tzschirner              | deutscher evangelischer Theologe                                                | 49    |       |
| 18. Februar | Leopold Friedrich Günther von Goeckingk   | deutscher Dichter des Rokokos und preußischer Beamter                           | 79    |       |
| 18. Februar | Friedrich Wilhelm Haffner                 | deutscher Theaterschauspieler und Sänger                                        |       |       |
| 18. Februar | Immanuel Gottlieb Huschke                 | deutscher Klassischer Philologe                                                 | 67    |       |
| 19. Februar | Franz Xaver von Leibes                    | deutscher katholischer Geistlicher und Hochschullehrer                          | 74    |       |
| 21. Februar | Wilhelm Theodor Hundeiker                 | deutscher Pädagoge und Philologe                                                | 41    |       |
| 22. Februar | Samuel Gottlieb Wald                      | deutscher lutherischer Theologe                                                 | 65    |       |
| 23. Februar | Mihály Fazekas                            | ungarischer Dichter                                                             | 62    |       |
| 23. Februar | Johann Christian Firnhaber                | deutscher Musiker, Komponist, Pianist, Klavierlehrer und Musikalienhändler      | 74    |       |
| 24. Februar | Jacob Brown                               | amerikanischer Armeeoffizier im Britisch-Amerikanischen Krieg                   | 52    |       |
| 24. Februar | Maria Gottliebin Kummer                   | deutsche radikalpietistische Visionärin                                         | 71    |       |
| 24. Februar | Charlotte von Lieven                      | kaiserlich-russische Obersthofmeisterin                                         | 84    |       |
| 25. Februar | Konstantin zu Salm-Salm                   | Fürst im Fürstentum Salm (1802–1811)                                            | 65    |       |
| 26. Februar | Franz Friedrich von Sturmfeder            | deutscher katholischer Geistlicher                                              | 69    |       |
| 26. Februar | Philipp Sigmund Wolfskeel von Reichenberg | kaiserlich österreichischer Major und Träger des Militär-Maria-Theresien-Ordens |       |       |

## März
| Tag      | Name                                          | Beruf, bekannt als | Alter | Beleg |
| -------- | --------------------------------------------- | --- | ----- | ----- |
| 1. März  | Karl Heinrich Klingert                        | deutscher Mechanikus und Erfinder                                                                                         | 68    |       |
| 1. März  | Timotheus Christian Wilhelm Overkamp          | deutscher Polyhistor, Historiker, Philosoph und Mediziner                                                                 | 85    |       |
| 4. März  | John Geddes                                   | US-amerikanischer Politiker                                                                                               | 50    |       |
| 4. März  | Johann Hubertus                               | deutsch-österreichischer Arzt                                                                                             | 75    |       |
| 5. März  | Traugott Leberecht Kämpfe                     | evangelischer Pfarrer und Kirchenlieddichter                                                                              | 65    |       |
| 5. März  | Ludwig Carl Heinrich Streiber                 | deutscher Jurist, Bürgermeister von Halle an der Saale                                                                    | 60    |       |
| 6. März  | Hongi Hika                                    | Māori-Chief der Ngāpuhi und Kriegsführer in den neuseeländischen Musketenkriegen                                          |       |       |
| 7. März  | Jean Joseph La Croix                          | Fontänenmeister und Wasserbauingenieur in Herrenhausen                                                                    |       |       |
| 7. März  | Edward Miles                                  | englisch-amerikanischer Porträt- und Miniaturmaler                                                                        | 75    |       |
| 7. März  | Richard Stockton                              | US-amerikanischer Politiker                                                                                               | 63    |       |
| 8. März  | Georg Kaspar Chelius                          | deutscher Autor, Mathematiker                                                                                             | 66    |       |
| 8. März  | Johann Anton Sulzer                           | deutscher Theologe, Jurist, Hochschullehrer, Komponist, Dichter und religiöser Schriftsteller                             | 75    |       |
| 9. März  | Frederik Faber                                | dänischer Zoologe (Ornithologie, Ichthyologie)                                                                            | 32    |       |
| 12. März | Gregorio Rodríguez Carrillo                   | Bischof von Cartagena, Kolumbien                                                                                          | 58    |       |
| 12. März | Johann Baptist Schmigd                        | deutscher Mediziner | 75    |       |
| 14. März | Johann Friedrich Krause                       | deutscher Dragonerwachtmeister; Quelle für Teile von Grimms Märchensammlung                                               | 80    |       |
| 16. März | Felice Bezzi                                  | italienischer römisch-katholischer Geistlicher und Bischof von Pesaro                                                     | 78    |       |
| 16. März | Peter Josef Franz Dautzenberg                 | deutscher Journalist, Zeitungsverleger und Initiator der Stadtbibliothek Aachen                                           | 58    |       |
| 16. März | Johann Georg August Galletti                  | deutscher Historiker und Geograph                                                                                         | 77    |       |
| 16. März | Friedrich Ludwig Wilhelm Otto Gans zu Putlitz | preußischer Generalleutnant                                                                                               | 78    |       |
| 16. März | Carl Weinmüller                               | deutsch-österreichischer Bassist und Theaterregisseur                                                                     | 63    |       |
| 17. März | Chatzimichalis Dalianis                       | griechischer Revolutionsführer des Griechischen Unabhängigkeitskrieges                                                    |       |       |
| 17. März | James Edward Smith                            | britischer Botaniker und Begründer der Linnéschen Gesellschaft zu London                                                  | 68    |       |
| 21. März | Sophie Sander                                 | deutsche Salonnière | 59    |       |
| 22. März | Ludwig Choris                                 | deutsch-russischer Zeichner und Lithograf                                                                                 | 33    |       |
| 23. März | August Friedrich Brackmann                    | deutscher lutherischer Geistlicher, Generalsuperintendent von Hildesheim                                                  | 75    |       |
| 23. März | David Friesenhausen                           | deutsch-ungarischer Mathematiker                                                                                          |       |       |
| 26. März | Elisabeth Olin                                | schwedische Opernsängerin                                                                                                 | 87    |       |
| 27. März | Franz Xaver Gmeiner                           | österreichischer katholischer Theologe, Philosoph Kirchenhistoriker und Kirchenrechtler                                   | 76    |       |
| 27. März | Johann Gottfried Tulla                        | badischer Ingenieur | 58    |       |
| 28. März | Johann Ludwig Bassermann                      | deutscher Kaufmann und liberaler Politiker                                                                                | 46    |       |
| 28. März | William Thornton                              | britisch-amerikanischer Architekt und Erfinder                                                                            | 68    |       |
| 29. März | Franz Xaver Schöpfer                          | österreichischer Politiker, Bürgermeister von St. Pölten                                                                  | 73    |       |
| 31. März | Ida von Anhalt-Bernburg-Schaumburg-Hoym       | Prinzessin von Anhalt-Bernburg-Schaumburg-Hoym, durch Heirat Erbprinzessin zu Lübeck und Prinzessin zu Holstein-Oldenburg | 24    |       |
| 31. März | Jan Białobłocki                               | Jugendfreund und Brief-Adressat des polnisch-französischen Komponisten Frédéric Chopin                                    |       |       |

## April
| Tag       | Name                             | Beruf, bekannt als | Alter | Beleg |
| --------- | -------------------------------- | --- | ----- | ----- |
| 1. April  | Benedikt Beckenkamp              | deutscher Maler | 81    |       |
| 1. April  | Bartolomeo Gerolamo Gradenigo    | italienischer Politiker, Bürgermeister von Venedig                                                                                     | 73    |       |
| 1. April  | Obed Hall                        | US-amerikanischer Politiker | 70    |       |
| 2. April  | Samuel Frederick Gray            | britischer Botaniker, Zoologe und Pharmakologe                                                                                         | 61    |       |
| 2. April  | Thomas Montgomery                | US-amerikanischer Politiker |       |       |
| 2. April  | William Phillips                 | britischer Geologe | 52    |       |
| 3. April  | Joseph Volgger                   | österreichischer Orgelbauer | 58    |       |
| 4. April  | Johannes Bähr                    | evangelischer Theologe | 60    |       |
| 5. April  | Georg Joachim Göschen            | deutscher Verleger | 75    |       |
| 5. April  | Melchior Lüscher                 | Schweizer Politiker | 58    |       |
| 7. April  | Philipp Mayer                    | österreichischer Jurist, Dichter und Prinzenerzieher                                                                                   | 29    |       |
| 12. April | Leopold Layer                    | slowenischer Maler des Barock | 75    |       |
| 12. April | Christian Friedrich Wedemeyer    | deutscher Verwaltungsbeamter | 80    |       |
| 14. April | Johann Heinrich Wilmerding       | Bürgermeister und Stadtdirektor der Stadt Braunschweig                                                                                 | 79    |       |
| 15. April | Johann Christian Wilhelm Nicolai | deutscher Naturforscher und Pädagoge                                                                                                   | 71    |       |
| 16. April | Francisco de Goya                | spanischer Maler und Grafiker | 82    |       |
| 19. April | Carlo Francesco Maria Caselli    | italienischer Geistlicher, römisch-katholischer Kardinal                                                                               | 87    |       |
| 20. April | Siegmund Geisenheimer            | deutscher Kaufmann | 52    |       |
| 21. April | Karl Friedrich Krüger            | deutscher Schauspieler und der Bruder der Schauspielerin Caroline Demmer                                                               | 62    |       |
| 24. April | Martin von Lorenz                | österreichischer katholischer Geistlicher, kaiserlicher Staatsrat und Kabinettsreferent für die kirchlichen Belange und den Unterricht | 79    |       |
| 25. April | François-Benoît Hoffman          | französischer Dramatiker, Librettist und Journalist                                                                                    | 67    |       |
| 29. April | Peter Carleton                   | US-amerikanischer Politiker | 72    |       |
| 29. April | Ludwig August Struve             | Arzt | 32    |       |
| 29. April | Johann Marcus Constantin Tarnow  | deutscher evangelischer Theologe | 61    |       |

## Mai
| Tag     | Name                                    | Beruf, bekannt als | Alter | Beleg |
| ------- | --------------------------------------- | --- | ----- | ----- |
| 2. Mai  | Gottlieb Samuel Forbiger                | deutscher Theologe und Pädagoge                                                                                             | 76    |       |
| 2. Mai  | Raymond de Sèze                         | französischer Jurist, und Verteidiger von Ludwig XVI.                                                                       | 79    |       |
| 2. Mai  | Matthias Paulus Steindl                 | österreichischer römisch-katholischer Weihbischof in Wien                                                                   | 66    |       |
| 2. Mai  | Thomas Tudor Tucker                     | US-amerikanischer Arzt und Politiker                                                                                        | 82    |       |
| 3. Mai  | Friedrich Gottlieb von Oswald           | königlich-preußischer Generalmajor                                                                                          |       |       |
| 5. Mai  | Friedrich Ludwig Kühne                  | deutscher Politiker | 77    |       |
| 6. Mai  | James Armstrong                         | US-amerikanischer Politiker                                                                                                 | 79    |       |
| 6. Mai  | Carl Wilhelm Brumbey                    | deutscher Pfarrer und Schriftsteller                                                                                        | 71    |       |
| 6. Mai  | Johann Gustav von Struve                | deutscher Diplomat im Dienst des Russischen Kaiserreichs                                                                    | 64    |       |
| 7. Mai  | Georg Friedrich Dentzel                 | Pfarrer und französischer Offizier                                                                                          | 72    |       |
| 8. Mai  | Dixon Denham                            | englischer Afrikaforscher                                                                                                   | 42    |       |
| 8. Mai  | Christian August Lorentzen              | dänischer Maler | 78    |       |
| 10. Mai | Otto Reinhold von Holtz                 | deutsch-baltischer Literat und Volksaufklärer                                                                               | 71    |       |
| 11. Mai | Jeremiah Chase                          | US-amerikanischer Jurist und Politiker                                                                                      | 79    |       |
| 12. Mai | Étienne Maynaud de Bizefranc de Laveaux | französischer General und Politiker                                                                                         | 76    |       |
| 14. Mai | Margaret Nicholson                      | britische Attentäterin |       |       |
| 15. Mai | William Congreve                        | britischer Offizier der Artillerie und Ingenieur                                                                            | 55    |       |
| 15. Mai | Karl Christian Reinhold von Lindener    | königlich preußischer Generalmajor, zuletzt Brigadier der Festungen Glogau, Breslau, Schweidnitz, Brieg mit Sitz in Breslau |       |       |
| 15. Mai | Jean-Pierre Maransin                    | französischer General | 58    |       |
| 20. Mai | Anton von Branconi                      | deutscher Adliger, herzoglich anhalt-dessauischer Politiker, Hofbeamter und Domherr zu Halberstadt                          | 65    |       |
| 23. Mai | Carl Wilhelm Frölich                    | deutscher Schriftsteller und Reformer                                                                                       | 68    |       |
| 23. Mai | Heinrich Friedrich Isenflamm            | deutscher Mediziner und Hochschullehrer                                                                                     | 56    |       |
| 23. Mai | Johann Josef Mazza                      | deutscher Maire und Oberbürgermeister von Koblenz                                                                           | 76    |       |
| 23. Mai | Isaac Van Wart                          | Soldat im Amerikanischen Unabhängigkeitskrieg                                                                               |       |       |
| 26. Mai | Simon Höchheimer                        | jüdischer Mediziner und religiöser Aufklärer                                                                                |       |       |
| 26. Mai | John Oxley                              | australischer Entdecker | 43    |       |
| 28. Mai | Anne Seymour Damer                      | britische Bildhauerin | 79    |       |
| 28. Mai | Daikokuya Kōdayū                        | japanischer Seemann |       |       |
| 28. Mai | Andreas Schumann                        | deutscher Pädagoge und Autor                                                                                                | 70    |       |
| 28. Mai | Matthäus Reiter                         | deutscher römisch-katholischer Geistlicher, Theologe und Schriftsteller                                                     | 77    |       |
| 28. Mai | Christian Ernst Wünsch                  | deutscher Mathematiker und Physiker                                                                                         | 83    |       |
| 29. Mai | Claus Bendeke                           | norwegischer Jurist, Beamter und Inspektor in Grönland                                                                      | 65    |       |
| 29. Mai | Johann Jakob Hess                       | Schweizer Theologe | 86    |       |
| 30. Mai | Charles-Guy-François Agier              | französischer Politiker und Jurist                                                                                          | 74    |       |
| 30. Mai | Friedrich Georg Weitsch                 | deutscher Maler und Radierer                                                                                                | 69    |       |
| 30. Mai | Carl Borromäus Weitzmann                | deutscher Dialektdichter | 60    |       |

## Juni
| Tag      | Name                                       | Beruf, bekannt als                                                                                   | Alter | Beleg |
| -------- | ------------------------------------------ | --- | ----- | ----- |
| 1. Juni  | Caspar Bisping                             | Landtagsabgeordneter im Ersten Westfälischen Landtag und Landwirt in Mesum (Kreis Steinfurt)         |       |       |
| 1. Juni  | Frank Abney Hastings                       | britischer Marineoffizier im Kampf um die Unabhängigkeit Griechenlands                               | 34    |       |
| 1. Juni  | Christian Gottlieb Röckner                 | deutscher lutherischer Feldpropst                                                                    | 62    |       |
| 1. Juni  | Albert Wilkens                             | deutscher Heimatforscher und Geschichtsfälscher                                                      | 37    |       |
| 2. Juni  | Leandro Fernández de Moratín               | spanischer Dramenautor                                                                               | 68    |       |
| 2. Juni  | Franz Thomas Weber                         | deutscher Zeichner und Radierer                                                                      | 66    |       |
| 6. Juni  | Karl Friedrich Christian Wenck             | deutscher Jurist                                                                                     | 44    |       |
| 11. Juni | Alexandre-Jacques-Bernard Law de Lauriston | französischer General, Marschall von Frankreich                                                      | 60    |       |
| 11. Juni | Thomas Legler                              | Schweizer Politiker                                                                                  | 71    |       |
| 11. Juni | Dugald Stewart                             | schottischer Philosoph                                                                               | 74    |       |
| 14. Juni | Karl August                                | Herzog und Großherzog von Sachsen-Weimar-Eisenach, preußischer General der Kavallerie                | 70    |       |
| 16. Juni | Franz Georg Junghans                       | württembergischer und badischer Verwaltungsbeamter                                                   | 73    |       |
| 17. Juni | Maria Josepha Müller-Brand                 | eidgenössische Gutsbesitzerin                                                                        | 86    |       |
| 20. Juni | Johann Philipp von Kesselstatt             | Domkapitular in Trier und Archidiakon in Karden                                                      | 73    |       |
| 20. Juni | Thomas Mann Randolph                       | US-amerikanischer Politiker                                                                          | 59    |       |
| 23. Juni | John Campbell                              | US-amerikanischer Politiker                                                                          | 62    |       |
| 23. Juni | Joseph Krafft                              | österreichischer Maler                                                                               | 42    |       |
| 23. Juni | Johann Gottwerth Müller                    | deutscher Schriftsteller                                                                             | 85    |       |
| 24. Juni | Anthimos Gazis                             | griechischer Gelehrter, Revolutionär und Politiker                                                   |       |       |
| 26. Juni | Zacharias Nordmark                         | schwedischer Physiker und Astronom                                                                   | 76    |       |
| 27. Juni | Karl von Zyllnhardt                        | großherzoglich badischer Staatsrat, Präsident des Justizministeriums und der Gesetzgebungskommission | 48    |       |
| 28. Juni | Leopold Heinrich Wilhelm Lentze            | deutscher Geistlicher                                                                                | 75    |       |
| 28. Juni | Miles Macdonell                            | britischer Offizier und Kolonialverwalter                                                            |       |       |
| 29. Juni | Antoine Cadet de Vaux                      | französischer Apotheker, Chemiker und Agrarwissenschaftler                                           | 84    |       |

## Juli
| Tag      | Name                                     | Beruf, bekannt als                                                   | Alter | Beleg |
| -------- | ---------------------------------------- | -------------------------------------------------------------------- | ----- | ----- |
| 7. Juli  | August Hermann Niemeyer                  | deutscher Theologe und Pädagoge                                      | 73    |       |
| 7. Juli  | George Partridge                         | US-amerikanischer Politiker                                          | 88    |       |
| 8. Juli  | Karl Alois Nack                          | deutscher Theologe und Geistlicher                                   | 76    |       |
| 9. Juli  | Cathinka Buchwieser                      | deutsche Opernsängerin (Sopran) und Schauspielerin                   | 39    |       |
| 9. Juli  | Friedrich Hildebrand von Einsiedel       | deutscher Jurist, Schriftsteller, Übersetzer                         | 78    |       |
| 9. Juli  | Gilbert Stuart                           | amerikanischer Maler                                                 | 72    |       |
| 10. Juli | Louis Augustin Guillaume Bosc            | französischer Naturforscher                                          | 69    |       |
| 11. Juli | Phillipp von Mandell                     | Bürgermeister, Hofmarschall                                          | 86    |       |
| 12. Juli | Johan Wilhelm Dalman                     | schwedischer Arzt und Entomologe                                     | 40    |       |
| 12. Juli | Adam Elias von Siebold                   | deutscher Gynäkologe                                                 | 53    |       |
| 14. Juli | Friedrich Wilhelm Heinrich von Decker    | preußischer Generalleutnant                                          | 83    |       |
| 14. Juli | Carl Weisflog                            | deutscher Schriftsteller                                             | 57    |       |
| 15. Juli | Jean-Antoine Houdon                      | französischer Bildhauer                                              | 87    |       |
| 15. Juli | Daniel Udree                             | US-amerikanischer Politiker                                          | 76    |       |
| 16. Juli | Johanna Costenoble                       | deutsche Theaterschauspielerin                                       | 50    |       |
| 16. Juli | William Few                              | US-amerikanischer Politiker (parteilos)                              | 80    |       |
| 17. Juli | John Montgomery                          | US-amerikanischer Politiker                                          |       |       |
| 17. Juli | Carl Philipp Vopelius                    | deutscher Alaun- und Glasfabrikant                                   | 64    |       |
| 19. Juli | Jean-Baptiste Timothée Baumes            | französischer Arzt                                                   | 72    |       |
| 19. Juli | Zabdiel Sampson                          | US-amerikanischer Politiker                                          | 46    |       |
| 23. Juli | Hedge Thompson                           | US-amerikanischer Politiker                                          | 48    |       |
| 24. Juli | Félix María Calleja del Rey              | Vizekönig von Neuspanien                                             | 74    |       |
| 24. Juli | Philetus Swift                           | US-amerikanischer Politiker                                          | 65    |       |
| 25. Juli | Carl Ernst Christoph Hess                | deutscher Kupferstecher                                              | 73    |       |
| 25. Juli | Georg Heinrich Weber                     | deutscher Arzt und Botaniker                                         | 75    |       |
| 27. Juli | Ferdinand Heinrich August von Weckherlin | Finanzminister des Königreichs Württemberg                           | 61    |       |
| 27. Juli | Johann Christoph Wendland                | deutscher Botaniker und Garteninspektor                              | 73    |       |
| 29. Juli | Nicolas Frochot                          | französischer Verwaltungsbeamter und Politiker                       | 67    |       |
| 30. Juli | Isaac de Rivaz                           | französischer Politiker, Staatskanzler, Abgeordneter und Unternehmer | 75    |       |

## August
| Tag        | Name                             | Beruf, bekannt als                                                         | Alter | Beleg |
| ---------- | -------------------------------- | -------------------------------------------------------------------------- | ----- | ----- |
| 1. August  | Charles A. Foote                 | US-amerikanischer Jurist und Politiker                                     | 43    |       |
| 3. August  | Ignaz von Gleichenstein          | deutscher Jurist und Beamter                                               | 50    |       |
| 4. August  | Felix de Avellar Brotero         | portugiesischer Botaniker                                                  | 83    |       |
| 5. August  | Kilian Ponheimer der Ältere      | österreichischer Kupferstecher                                             | 71    |       |
| 6. August  | Konstantin von Benckendorff      | russischer General und Diplomat                                            |       |       |
| 6. August  | Johann Baptist Kletzinsky        | österreichisch-polnischer Komponist, Dirigent und Violinist                | 72    |       |
| 6. August  | Heinrich Meyer                   | deutscher Mediziner                                                        | 61    |       |
| 7. August  | Karl Wilhelm Ferdinand von Funck | sächsischer Generalleutnant, Historiker                                    | 66    |       |
| 8. August  | Johann Friedrich Fuchs           | deutscher Mediziner                                                        | 53    |       |
| 8. August  | Nicholas-Louis Robert            | französischer Erfinder                                                     | 66    |       |
| 8. August  | Carl Peter Thunberg              | schwedischer Naturaforscher                                                | 84    |       |
| 9. August  | Friedrich Ludewig Bouterweck     | deutscher Philosoph und Schriftsteller                                     | 62    |       |
| 10. August | Karl Franz von Lodron            | Fürstbischof von Brixen                                                    | 79    |       |
| 12. August | Beda Savels                      | Abt des Klosters Werden                                                    | 73    |       |
| 13. August | John Wilson                      | US-amerikanischer Politiker                                                | 55    |       |
| 14. August | Johann Karl Martin Mauerer       | Erster Rechtskundiger Bürgermeister von Regensburg                         | 45    |       |
| 15. August | Agriolidis                       | osmanischer General (Seraskier)                                            |       |       |
| 21. August | David Gelston                    | US-amerikanischer Händler und Politiker                                    | 84    |       |
| 22. August | William Cocke                    | US-amerikanischer Politiker (Demokratisch-Republikanische Partei)          |       |       |
| 22. August | Franz Joseph Gall                | deutscher Arzt und Anatom                                                  | 70    |       |
| 22. August | Johann Wilhelm Krause            | deutscher Architekt und Hochschullehrer                                    | 71    |       |
| 22. August | Richard Peters junior            | US-amerikanischer Jurist und Politiker                                     | 84    |       |
| 23. August | Franz Xaver von Neveu            | Fürstbischof von Basel                                                     | 79    |       |
| 23. August | Vinzenz Sterz                    | österreichischer Techniker und Unternehmer                                 |       |       |
| 23. August | Franz von Zeiller                | österreichischer Jurist und Rektor der Universität Wien                    | 77    |       |
| 24. August | Georg Friedrich Sartorius        | deutscher Historiker und Professor an der Universität Göttingen            | 62    |       |
| 25. August | Johann Friedrich Eberhard Böhmer | deutscher Rechtswissenschaftler und Hochschullehrer                        | 75    |       |
| 25. August | Charles Willing Byrd             | US-amerikanischer Politiker                                                | 58    |       |
| 25. August | Georg Christian von Heydebreck   | preußischer Verwaltungsjurist und Oberpräsident der Provinz Brandenburg    | 63    |       |
| 25. August | Robert Trimble                   | US-amerikanischer Jurist                                                   | 51    |       |
| 26. August | Johann Conrad Winz               | Schweizer Gerichtsschreiber, Plantagenleiter, Sklavenhändler und Politiker | 71    |       |
| 27. August | Eise Eisinga                     | niederländischer Amateur-Astronom                                          | 84    |       |
| 27. August | Gerhard Reumont                  | deutscher Mediziner und Badearzt                                           | 63    |       |
| 28. August | Pius Alexander Wolff             | deutscher Schauspieler und Schriftsteller                                  | 46    |       |
| 30. August | Bartlett Yancey                  | US-amerikanischer Politiker                                                | 43    |       |

## September
| Tag           | Name                            | Beruf, bekannt als                                                                                               | Alter | Beleg |
| ------------- | ------------------------------- | --- | ----- | ----- |
| 1. September  | Mayhew Folger                   | US-amerikanischer Seefahrer und Robbenjäger                                                                      | 54    |       |
| 1. September  | John Taylor Gilman              | US-amerikanischer Politiker                                                                                      | 74    |       |
| 3. September  | Edward Dowse                    | US-amerikanischer Politiker                                                                                      | 71    |       |
| 3. September  | Benjamin Orr                    | US-amerikanischer Politiker                                                                                      | 55    |       |
| 4. September  | Ludwig August von Fallon        | österreichischer Generalmajor und Kartograph                                                                     | 51    |       |
| 6. September  | Theodorus Bailey                | US-amerikanischer Politiker                                                                                      | 69    |       |
| 6. September  | Johann Benedikt Ernst Wegmann   | deutscher Orgel- und Instrumentenbauer                                                                           | 63    |       |
| 7. September  | Wilhelm Sutor                   | Königlich Britischer und Hannoverscher Sänger, Dirigent, Komponist, Kapellmeister, Chorleiter und Konzertmeister |       |       |
| 10. September | Antoine-François Andréossy      | französischer General und Staatsmann                                                                             | 67    |       |
| 14. September | Israel Jacobson                 | jüdischer Reformer                                                                                               | 59    |       |
| 16. September | Matthäus Loder                  | österreichischer Maler des Biedermeier                                                                           | 47    |       |
| 20. September | Anton Josef Batthyány           | ungarischer Magnat und Grundherr                                                                                 | 65    |       |
| 22. September | Shaka                           | Häuptling der Zulu                                                                                               |       |       |
| 22. September | Valentin Sonnenschein           | deutscher Bildhauer, Stuckateur und Maler                                                                        | 79    |       |
| 23. September | Richard Parkes Bonington        | britisch-französischer Maler der Romantik                                                                        | 25    |       |
| 24. September | Heinrich Theodor von Stiller    | evangelischer Theologe                                                                                           | 63    |       |
| 25. September | Friedrich August Calau          | bildender Künstler                                                                                               |       |       |
| 26. September | Friedrich Karl von Reventlow    | Kurator der Universität Kiel                                                                                     | 73    |       |
| 27. September | William Chamberlain             | US-amerikanischer Politiker                                                                                      | 73    |       |
| 29. September | Karl Friedrich von Holtzendorff | preußischer Generalleutnant                                                                                      | 64    |       |

## Oktober
| Tag         | Name                                                      | Beruf, bekannt als                                                           | Alter | Beleg |
| ----------- | --------------------------------------------------------- | ---------------------------------------------------------------------------- | ----- | ----- |
| 1. Oktober  | Antonio Cesari                                            | italienischer Sprachwissenschaftler, Schriftsteller und Literaturtheoretiker | 68    |       |
| 2. Oktober  | Gilbert Michl                                             | deutscher Prämonstratenser und Komponist, letzter Abt von Steingaden         |       |       |
| 3. Oktober  | Kan Chazan                                                | japanischer Dichter                                                          | 80    |       |
| 5. Oktober  | Charlotte Auguste von Großbritannien, Irland und Hannover | Königin von Württemberg                                                      | 62    |       |
| 5. Oktober  | Thomas B. Robertson                                       | US-amerikanischer Politiker                                                  | 53    |       |
| 5. Oktober  | Christoph Karl Stübel                                     | deutscher Rechtswissenschaftler und Hochschullehrer                          | 64    |       |
| 10. Oktober | Joseph Max von Liechtenstern                              | österreichischer Geograph, Kartograph und Statistiker                        | 63    |       |
| 10. Oktober | Stepan Semjonowitsch Schtschukin                          | russischer Maler                                                             |       |       |
| 13. Oktober | Christian Gottlob Biener                                  | deutscher Jurist                                                             | 80    |       |
| 13. Oktober | Vincenzo Monti                                            | italienischer Schriftsteller                                                 | 74    |       |
| 15. Oktober | Joseph Johann Achleitner                                  | österreichischer Komponist und Organist                                      | 36    |       |
| 16. Oktober | Johann Wilhelm Bartsch                                    | deutscher Pädagoge, Universalgelehrter und Gutsbesitzer                      | 78    |       |
| 16. Oktober | Johannes Evangelist Elger                                 | deutscher Botaniker und Benediktiner                                         | 72    |       |
| 16. Oktober | Johann Adolf Engels                                       | deutscher Unternehmer                                                        | 61    |       |
| 17. Oktober | Florenz-Ludwig Heidsieck                                  | deutsch-französischer Unternehmer                                            | 78    |       |
| 17. Oktober | Ludwig Wild                                               | badischer Verwaltungsbeamter und Landtagsabgeordneter                        | 48    |       |
| 18. Oktober | Johann Christian von Hellbach                             | deutscher Jurist, Historiker und Autor                                       | 71    |       |
| 18. Oktober | Michael von Kienmayer                                     | österreichischer Feldmarschall und Feldherr                                  | 72    |       |
| 18. Oktober | Konrad Engelbert Oelsner                                  | deutscher politischer Publizist                                              | 64    |       |
| 18. Oktober | Hubert Sarton                                             | belgischer Uhrmacher                                                         | 79    |       |
| 19. Oktober | William Blackledge                                        | US-amerikanischer Politiker                                                  |       |       |
| 22. Oktober | Karl Mack von Leiberich                                   | österreichischer General                                                     | 76    |       |
| 25. Oktober | Christoph Wilhelm Friedrich Penzenkuffer                  | deutscher Geistlicher, Pädagoge und Sprachforscher                           | 60    |       |
| 26. Oktober | Albrecht Daniel Thaer                                     | Begründer der Agrarwissenschaft                                              | 76    |       |
| 28. Oktober | Wilhelm Karl Lebrecht von Korckwitz                       | preußischer Beamter und Gutsbesitzer                                         | 63    |       |
| 29. Oktober | Johann Ludwig Gries                                       | deutscher Jurist und Advokat                                                 | 58    |       |
| 29. Oktober | Luke Hansard                                              | englischer Buchdrucker                                                       |       |       |
| 30. Oktober | Samuel Friedrich Lutze                                    | deutscher Tuchhändler                                                        |       |       |
| 31. Oktober | John Marsh                                                | englischer Jurist und Komponist                                              | 76    |       |
| 31. Oktober | Nathaniel Niles                                           | US-amerikanischer Jurist und Politiker                                       | 87    |       |
| 31. Oktober | Andreas van Recum                                         | bayerischer und französischer Beamter bzw. Politiker in verschiedenen Ämtern | 63    |       |

## November
| Tag          | Name                                                | Beruf, bekannt als                                                      | Alter | Beleg |
| ------------ | --------------------------------------------------- | ----------------------------------------------------------------------- | ----- | ----- |
| 1. November  | William J. Lewis                                    | US-amerikanischer Politiker                                             | 62    |       |
| 1. November  | Juan Vicente Villacorta Díaz                        | salvadorianischer Staatschef                                            | 64    |       |
| 2. November  | Nathaniel Barton                                    | britischer Rechtsanwalt und Politiker, Mitglied des House of Commons    | 63    |       |
| 2. November  | Thomas Pinckney                                     | US-amerikanischer Soldat, Politiker und Diplomat                        | 78    |       |
| 3. November  | Jean Joseph Paul Augustin Dessoles                  | Marquis und französischer General                                       | 61    |       |
| 4. November  | Johann Nikolaus Nebel                               | deutscher Kommunalpolitiker, Bürgermeister von Koblenz (1804–1808)      | 75    |       |
| 5. November  | Berr-Isaak Berr                                     | Vorkämpfer der Judenemanzipation in Frankreich                          |       |       |
| 5. November  | Sophie Dorothee von Württemberg                     | Kaiserin von Russland                                                   | 69    |       |
| 8. November  | Thomas Bewick                                       | englischer Grafiker und Holzschneider                                   |       |       |
| 8. November  | Salomon Oppenheim junior                            | deutscher Bankier                                                       | 56    |       |
| 8. November  | Lemuel Williams                                     | US-amerikanischer Politiker                                             | 81    |       |
| 9. November  | Heinrich Ludwig von Glauburg                        | Politiker Freie Stadt Frankfurt                                         | 75    |       |
| 10. November | Christian Krohg                                     | norwegischer Jurist und Politiker, Mitglied des Storting                | 51    |       |
| 13. November | Giuseppe Spina                                      | Kardinal der römisch-katholischen Kirche                                | 72    |       |
| 15. November | Amalie von Pfalz-Zweibrücken-Birkenfeld-Bischweiler | Kurfürstin und Königin von Sachsen, Herzogin von Warschau               | 76    |       |
| 17. November | Franz Caucig                                        | österreichischer neoklassischer Maler                                   | 72    |       |
| 18. November | Ludwig Hofacker                                     | evangelischer Pfarrer                                                   | 30    |       |
| 18. November | Friedrich Christian Gottlieb Perlet                 | deutscher Pädagoge und Philologe                                        | 61    |       |
| 18. November | Wilhelm Sprengel                                    | deutscher Chirurg und Hochschullehrer                                   | 36    |       |
| 19. November | Franz Joseph von Samet                              | deutscher Reichsarchivar                                                | 69    |       |
| 19. November | Franz Schubert                                      | österreichischer Komponist                                              | 31    |       |
| 20. November | Holzknechtseppl                                     | österreichischer Räuberhauptmann                                        | 33    |       |
| 20. November | Gilbert Imlay                                       | US-amerikanischer Offizier, Geschäftsmann, Spekulant und Schriftsteller | 74    |       |
| 21. November | Christopher H. Clark                                | US-amerikanischer Politiker                                             |       |       |
| 21. November | Bernhard Joseph Docen                               | deutscher Germanist und Bibliothekar                                    | 46    |       |
| 22. November | Carl Ludolf Bernhard von Arnim                      | preußischer Regierungspräsident                                         | 75    |       |
| 22. November | Stephen Higginson                                   | US-amerikanischer Politiker                                             | 84    |       |
| 22. November | George Izard                                        | US-amerikanischer Politiker                                             | 52    |       |
| 24. November | María Teresa de Borbón y Vallabriga                 | Gräfin von Chinchón und Markgräfin von Boadilla del Monte               | 47    |       |
| 27. November | Heinrich Bösenberg                                  | deutscher Theaterschauspieler, Komiker, Sänger und Bühnenautor          | 83    |       |
| 29. November | Manuel Antonio de la Cerda                          | Staatschef von Nicaragua                                                |       |       |
| 29. November | Charles Frédéric Perlet                             | Schweizer Uhrmacher, Buchhändler und Journalist                         | 69    |       |
| 30. November | Henriette Spitzeder                                 | deutsche Opernsängerin (Sopran)                                         | 28    |       |

## Dezember
| Tag          | Name                                       | Beruf, bekannt als                                                      | Alter | Beleg |
| ------------ | ------------------------------------------ | ----------------------------------------------------------------------- | ----- | ----- |
| 1. Dezember  | Christian Andreas Naumann                  | Schützenhauptmann in Wittenberg                                         | 69    |       |
| 1. Dezember  | Simon Spitzweg                             | Münchner Kaufmann                                                       | 52    |       |
| 2. Dezember  | Alois Hildwein                             | österreichischer Architekt                                              | 39    |       |
| 3. Dezember  | Agnes Maria Clifford                       | niederländische Herstellerin von Puppenhäusern                          | 89    |       |
| 3. Dezember  | Deocar Schmid                              | deutscher Geistlicher und Missionar                                     | 37    |       |
| 4. Dezember  | Robert Jenkinson, 2. Earl of Liverpool     | britischer Politiker, Mitglied des House of Commons und Premierminister | 58    |       |
| 5. Dezember  | Francesco Guidobono Cavalchini             | italienischer Kardinal der Römischen Kirche                             | 73    |       |
| 5. Dezember  | Eberhard Siegfried Henne                   | deutscher Kupferstecher                                                 | 69    |       |
| 6. Dezember  | Timoteo Maria Ascensi                      | italienischer Ordensgeistlicher und Bischof                             | 69    |       |
| 9. Dezember  | Augustin Reichmann von Hochkirchen         | österreichischer Adeliger und Beamter                                   | 73    |       |
| 11. Dezember | Peter Humblot                              | deutscher Buchhändler und Verleger                                      | 49    |       |
| 11. Dezember | Ayşe Sineperver Sultan                     | Mutter des osmanischen Sultans Mustafa IV.                              |       |       |
| 11. Dezember | Sophie Leopoldine Wilhelmine von Grotthuis | deutsche Salonnière                                                     |       |       |
| 14. Dezember | Marc Guillaume Alexis Vadier               | französischer Politiker zur Zeit der Revolution                         | 92    |       |
| 17. Dezember | Domenico Armellini                         | italienischer römisch-katholischer Geistlicher und Bischof von Terni    | 59    |       |
| 17. Dezember | William Jackson                            | US-amerikanischer Jurist und Soldat                                     | 69    |       |
| 17. Dezember | Jedediah K. Smith                          | US-amerikanischer Politiker                                             | 58    |       |
| 18. Dezember | Josef Rebell                               | österreichischer Maler                                                  | 41    |       |
| 19. Dezember | Charles Paul François de Beauvilliers      | französischer Adliger und Offizier                                      | 82    |       |
| 20. Dezember | Christian Gottlieb Kühn                    | deutscher Bildhauer                                                     | 48    |       |
| 22. Dezember | Rachel Jackson                             | Ehefrau des siebten US-Präsidenten Andrew Jackson                       | 61    |       |
| 22. Dezember | William Hyde Wollaston                     | englischer Arzt, Physiker und Chemiker                                  | 62    |       |
| 23. Dezember | François-Étienne Damas                     | französischer General                                                   | 64    |       |
| 26. Dezember | Johann Sebastian Bruch                     | Kaufmann, Kommunalpolitiker, Richter, Bürgermeister                     | 69    |       |
| 26. Dezember | Bernhard Heinrich von der Hude             | deutscher evangelisch-lutherischer Geistlicher                          | 63    |       |
| 26. Dezember | Peyton Randolph                            | US-amerikanischer Politiker                                             |       |       |
| 28. Dezember | Kaspar Anton von Mastiaux                  | Domherr und königlich-bayerischer Geheimer Rat                          |       |       |
| 30. Dezember | Susanne von Bandemer                       | deutsche Schriftstellerin                                               | 77    |       |
| 30. Dezember | Waldemar Thrane                            | norwegischer Komponist, Violinist und Dirigent                          | 38    |       |
| 31. Dezember | Louis-Benoît Picard                        | französischer Dramatiker                                                | 59    |       |
| 31. Dezember | Alexander Zippelius                        | niederländischer Botaniker                                              |       |       |

## Datum unbekannt
| Tag              | Name                                              | Beruf, bekannt als                                                                                           | Alter | Beleg |
| ---------------- | ------------------------------------------------- | --- | ----- | ----- |
|                  | José Francisco Acuña                              | portugiesischer Pianist und Komponist spanischer Herkunft                                                    |       |       |
|                  | Nikolaus Ferdinand Auberlen                       | württembergischer Musiker und Komponist                                                                      |       |       |
|                  | Robert Blair                                      | schottischer Astronom                                                                                        |       |       |
|                  | Renée Bordereau                                   | französische Aufständische                                                                                   |       |       |
|                  | Nikolai Nikititsch Demidow                        | russischer Industrieller                                                                                     |       |       |
|                  | Benjamin Dispecker                                | deutscher Rabbiner                                                                                           |       |       |
|                  | Caroline Maximiliane Döbbelin                     | deutsche Theaterschauspielerin                                                                               |       |       |
|                  | James Finley                                      | US-amerikanischer Erfinder und Konstrukteur von Kettenhängebrücken                                           |       |       |
|                  | Georg Charlotte von Hinüber                       | deutscher Generalpostdirektor, Kabinetts- und Geheimrat, Major, Diplomat, Kanzleiauditor und Kunsthistoriker |       |       |
|                  | Wilhelm Ernst Christian Huschke                   | deutscher Mediziner                                                                                          |       |       |
|                  | Henriette Koch                                    | deutsche Theaterschauspielerin                                                                               |       |       |
|                  | William Lee                                       | Leibdiener von George Washington                                                                             |       |       |
|                  | Clemens August Theodor Josef von Nagel zur Loburg | Obrist in Münster                                                                                            |       |       |
|                  | Johann von Lüdinghausen genannt Wolff             | russischer Generalleutnant deutschbaltischer Abstammung                                                      |       |       |
|                  | Jacques-Augustin-Catherine Pajou                  | französischer Maler                                                                                          |       |       |
|                  | Radama I.                                         | König von Madagaskar                                                                                         |       |       |
|                  | Jacques Ravené                                    | deutscher Industrieller                                                                                      |       |       |
|                  | Eustache de Saint-Far                             | französischer Architekt und Stadtbaumeister                                                                  |       |       |
| August/September | Jan Spieker                                       | deutscher umherziehender Händler (Kiepenkerl), dessen Leiche 1978 als Moorleiche wiederentdeckt wurde        |       |       |
|                  | Corneille Stevens                                 | katholischer Priester und Wegbereiter der Kirche der Stevenisten                                             |       |       |
|                  | Victor von Aveyron                                | französisches wildes Kind                                                                                    |       |       |
|                  | Friedrich Wilhelm Viehbeck                        | Archivar und Historiker                                                                                      |       |       |
|                  | Matthias Vogler                                   | deutscher Orgelbauer                                                                                         |       |       |
|                  | Felix Walker                                      | US-amerikanischer Politiker                                                                                  |       |       |
|                  | Hermann Carl Weiss                                | preußischer Landrat des Kreis Sankt Vith                                                                     |       |       |